# 若松町 (函館市)
若松町（わかまつちょう）とは北海道函館市にある町丁である。郵便番号は040-0063。

## 概要
函館市の旧市街地が乗る砂州上の函館港寄りにある町丁である。旧町は一本木町→旧・若松町、高砂町、大縄町、音羽町、鶴岡町。町丁名は母体となった一本木町に隣接する鶴岡町にちなんでおめでたい意味のものが名づけられた。町内の一部と松風町にまたがる大門通り（国道278号、函館駅前交差点 - 松風町交差点間）にある歓楽街を大門と呼ぶ。
隣町、海岸町の境は松川街道と呼ばれる五稜郭築城の際の工事道路の入口付近。かつては大下水の流れがあり若松橋との橋がかけられ、明治・大正期には地名にもなった。この付近は1877年（明治10年）頃までは潮が満ちると道路が冠水するような土地であった。鉄道の踏切もあって馬車鉄道「函館馬車鉄道」の終点が置かれた。鉄道の線路が海岸側に移るのと前後して後身の路面電車（函館水電#軌道事業、現・函館市企業局交通部#軌道事業）が万年橋まで延伸された。
1965年（昭和40年）7月1日、住居表示に関する法律に基づき区域と名称を変更し、現在の若松町が成立した。

### 観光地として
1956年（昭和31年）、函館市役所横の郵政省の所有地、現在のNTT東日本函館支店と日本銀行函館支店から現在地に函館朝市が移転してきた。1960年代前半には新鮮で安いとの評判で約400店舗を擁するようになり「市民の台所」と言われるほど発展したが、次第に郊外が発展しスーパーマーケットが開店するようになるなど環境が変化、観光化して現在に至る。メディアへ登場する頻度も高く、映画やドラマのロケ地として使用されることも珍しくない。代表作としては「居酒屋兆治（1983年<昭和58年>）」、「海炭市叙景（2010年<平成22年>）」が挙げられる。

### 旧町丁の概要
一本木・一本木村→一本木町

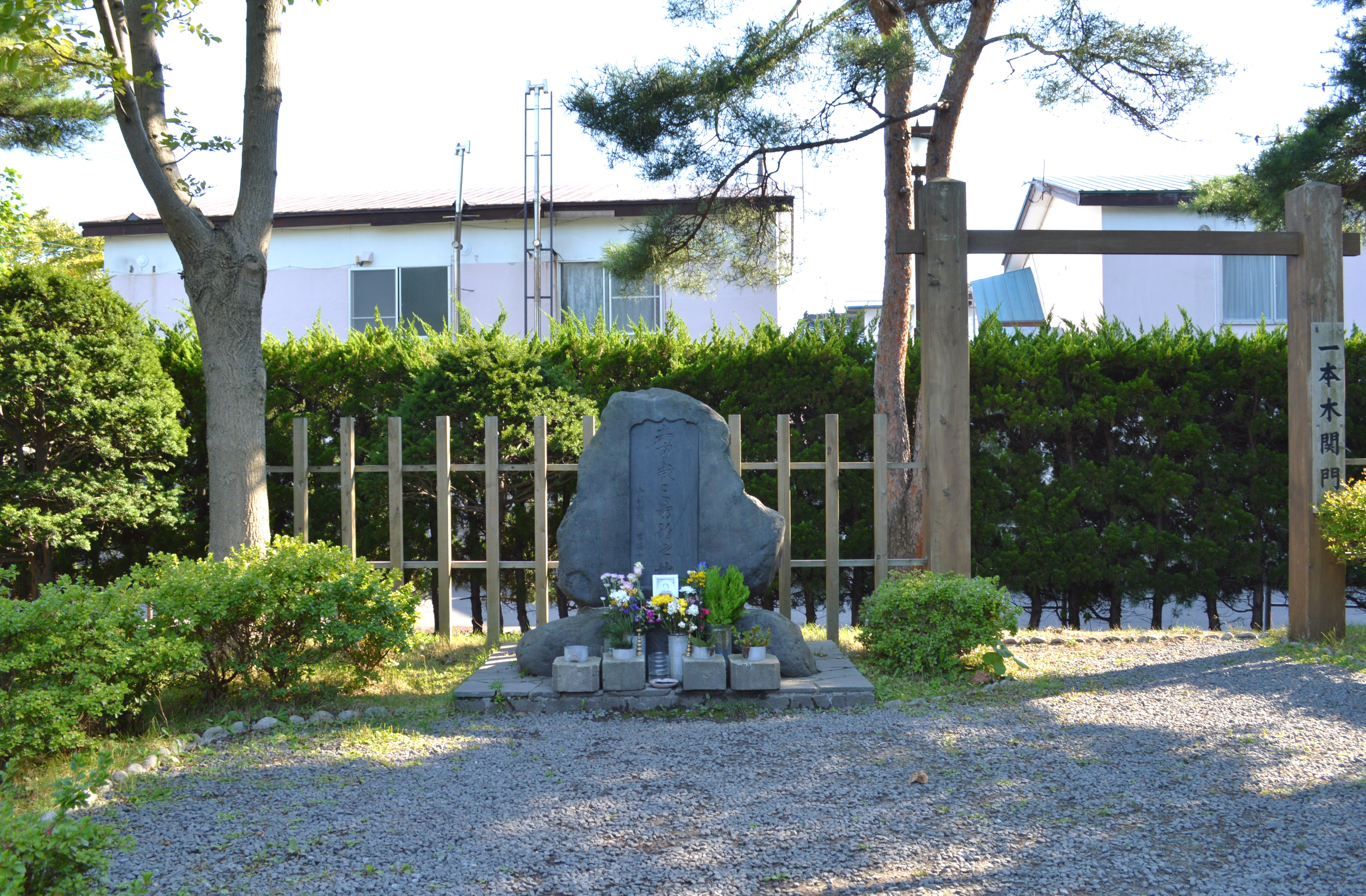
町内にある土方歳三最期の地碑と関門

母体となった町丁で、1872年（明治5年）2月命名。かつては一本木または一本木村と呼ばれた。箱館と龜田の境界であり、幕末期は家の数が4～5軒ほどしかなく、箱館の区域外との認識であったが、明治時代では箱館の区域内との認識になった。魚屋と呼ぶ漁業をする小屋が所々にあったという。
地名由来は角川日本地名大辞典によれば柏の大木が一本あったことからで、深掘りすると地元の相沢勝三郎（元長万部町議会議員）によれば、若松橋東側の角にあった檞（柏）の大木説、またはかつてあった鶴若稲荷神社境内の裏手にあった銀杏の大木（明治末、根本を子供が三人ほど手をつないでやっと囲えるほどの大きさ）の説。函館市教育委員会（1956年）の冊子ではタモの老木としている本もあるという。
1511年（永正8年）にアイヌとの戦いの中で、宇須岸館（宇須岸河野館または箱館とも呼ぶ）の城主河野季通が戦死した場所との説があるが真偽のほどは分からない。伝説であるが、この地の地名になった大木は河野季通の塚に植えられたものとも。
五稜郭を占拠した旧幕府軍は1869年（明治元年）11月頃に市中取締強化で大森浜から函館港側まで柵を設けて、この地に関門「一本木関門」を設けて旅人からは160文、地元民からは24文の通行税を徴収した。背景には旧幕府軍の資金問題があった。五稜郭付近の古老によると地域住民はえげつなさに旧幕府軍のことを吸血する衛生害虫「ブユ（関東ではブヨ）」をもじって「榎本ブヨ」とよんだ。この関門が日本の歴史の大舞台になったされる。小杉雅之進の「麦叢録」に基づく有力と考えられている一本木関門説によると、戊辰戦争中の1869年（明治2年）5月11日（旧暦）、旧幕府軍の幹部土方歳三が箱館にある新政府軍の包囲で孤立していた弁天台場を救出しようと一隊を率いて五稜郭より進撃を試みたが、この関門付近にて土方自身が腹部を撃たれて落馬した。そばにいた新撰組隊士で土方の側近の沢忠助が抱き上げたが無言だったという。知らせを受けた松平太郎が諸隊を率いて救出に向かい、数度接戦に及んだが、最終的に五稜郭へ兵を引揚げざるおえなかった。ただ、土方が戦死した場所は他に「鶴岡町説（後述）」と「十字街異国橋説」があり、関連小説の影響の可能性もありはっきりしていない。
2023年（令和5年）現在、函館市総合福祉センター（旧・函館市立若松小学校）敷地には最後の地を示す碑と一本木関門を想像再現した関門が置かれている。
1872年（明治5年）に札幌本道を作った際に測量の基準点となった。
鶴岡町
町丁名は龜田村に接する地であるから名づけられた。箱館の東端、地蔵町にあった箱館桝形（旅人改所）が1858年（安政5年）2月に廃止され、国道279号（亀田道）沿いの市街地化が進んだことが街の起こりである。
旧幕府軍の幹部土方歳三が戦死した場所の説の一つ「鶴岡町説」はこの町内。実姉の佐藤のぶの嫁ぎ先の佐藤彦五郎宅に保存されていた報告書が出典である。函館市役所前通り（東雲広路）の大手町付近にあたる。
1872年（明治5年）11月から1877年（明治10年）2月まで駅逓、函館駅逓所があった（函館支庁内に移転）。有志が駅逓の土地と建物を借りて1877年（明治10年）12月7日に貧困層の児童向け私立小学校、鶴岡小学校（開校当初の校名は鶴岡学校）を開校した。
1965年（昭和40年）に分割され一部は大手町になった。
龜田村の村名由来については亀田市#地名由来等を参照のこと。
高砂町
1873年（明治6年）10月に設けられた。町丁名の由来は兵庫県にある高砂神社の相生の松を題材とする能・謡曲「高砂」が起源の祝い語である。
1875年（明治8年）4月、宝町（現・豊川町）より義倉（政府が貯蔵米を保管していた倉庫）が移転してきた。
1879年（明治12年）6月6日に函館区船場町（現・函館市末広町）より函館気候測量所（現・函館地方気象台）が移転して気象観測を始め、1913年（大正2年）に隣の町丁の海岸町埋立地無番地に移転した。正午を知らせる業務もあり、1882年（明治15年）7月から毎日正午に旗「報午旗」を使って時報を伝えてた。1898年（明治31年）からは元町高区配水池構内に設置された大砲を撃つ、午砲、いわゆる「ドン」のタイミングを知らせていた。
1927年（昭和2年）1月6日に市立函館病院の分院「函館病院高砂町分院」が診療開始。1934年（昭和9年）3月21日に昭和9年函館大火で焼失。
1937年（昭和12年）10月1日、地元資本による百貨店、棒二森屋（のちの中合 棒二森屋、2019年<平成31年>1月31日閉店）開店した。
憲兵隊分隊が置かれ、戦後1946年（昭和21年）から一時期函館朝市の前身の一つとなる北斗市（旧・大野町や旧・上磯町）、七飯町の農家による露店野菜売りをしていた。その跡地は1956年（昭和31年）10月3日に旧・函館市営バスのバスセンターが置かれ、1971年（昭和46年）3月4日に売却された。1965年（昭和40年）に分割され一部は大手町になった。
音羽町
1869年（明治2年）9月には地名が存在していて、1873年（明治6年）10月に改めて設けられた町である。周囲のめでたい町名に合わせて選んだものである。活動写真常設館の音羽館（1915年<大正4年>開館）、芸者の事務所の音羽見番（1916年<大正5年>開設）、銘酒五稜正宗の丸善菅谷商店があった。1965年（昭和40年）に分割され一部は大手町になった。

### 災害等

#### 地震
地震に対して脆弱な地盤であり、地形的に馬の背状となっているから津波の危険性が高い。1960年（昭和35年）のチリ地震の津波では、函館駅前・函館朝市周辺は2.12mの浸水、1968年（昭和43年）の十勝沖地震でも浸水が起き、2011年（平成23年）の東日本大震災においては、1人が犠牲になっている。

#### 戦災
太平洋戦争末期の1945年（昭和20年）7月14日にアメリカ海軍第38任務部隊のF4Uコルセア艦上戦闘爆撃機50余機による空襲を受け札幌鉄道郵便局函館郵便室の職員が殉職した。北海道空襲（函館空襲）。
また、当時あった精肉店に爆弾が直撃、破壊されたが死傷はなかった。
慰霊碑は若松町内にはなく、市内船見町称名寺にある。

## 年表

### 前史
- 1511年（永正8年）-　宇須岸河野館（箱館）の城主河野季通が一本木で戦死<説>
- 1817年（文化14年） - 猿田彦塚建立
- 1869年（明治元年）11月頃 - 旧幕府軍、一本木関門を設ける
- 1869年（明治2年）5月11日（旧暦） - 旧幕府軍幹部土方歳三が一本木、鶴岡町、永国橋（栄国橋,異国橋とも）で戦死<一本木説,鶴岡町説,異国橋説>
- 1872年（明治5年）
  - 2月 - 一本木町命名
  - 時期不明 - 札幌本道測量基準点の一つが設けられる（一本木）

### 若松町新設
- 1873年（明治6年）
  - 5月 - 函館区が龜田村海岸町を編入したことにより函館と龜田の境界でなくなる[44]
  - 10月 - 若松町、高砂町、音羽町の新設
- 1875年（明治8年）4月、義倉（政府が貯蔵米を保管していた倉庫）が高砂町に移転してくる
- 1879年（明治12年）
  - 6月6日 - 函館気候測量所が高砂町に移転してくる
  - 月日不明 - 鶴若稲荷神社が遷宮してくる
- 1889年（明治22年） - 願乗寺川の埋立工事完成[39]
- 1895年（明治28年）11月3日 - 鶴岡町より出火する大火発生[45]
- 1900年（明治33年）
  - 月日不明 - 函館区が海岸を埋立て、北海道鉄道(初代)に函館駅用地を提供[46]
- 1901年（明治34年）4月11日 - 若松町より出火する大火発生[45]
- 1902年（明治35年）6月10日 - 鶴岡町より出火する大火発生[45]
- 1903年（明治36年）9月8日 - 若松尋常高等小学校（のちの函館市立若松小学校）開校[47]
- 1904年（明治37年）7月1日 - 函館駅（2代目）が開業[48]
- 1910年（明治43年）- 若松ふ頭に木造T型連絡船桟橋完成[39]
- 1912年（明治45年）4月12日 - 音羽町より出火する大火発生[45]
- 1913年（大正2年）
  - 5月4日 - 大正2年函館大火被災。函館駅（2代目）通算2代目駅舎焼失[49][45]
  - 月日不明 - 函館測候所が海岸町埋立地無番地へ移転
  - 10月30日 - 若松町停留所（初代）、若松橋停留場開業
- 1914年（大正3年）12月10日 - 函館駅（2代目）通算3代目駅舎改築[49]
- 1918年（大正7年）11月1日 - 旭自動車、松風町18番地（当時）から函館駅前（若松町117番地当時）へ発着を変更[50]
- 1922年（大正11年）- 函館区が市制施行。函館市若松町など
- 1924年（大正13年）10月4日 - 函館桟橋連絡待合所をコンクリート3階建てに改築し、函館桟橋駅として供用開始[49]
- 1928年（昭和3年）1月25日 - 高木荘治（運送業）、函館駅前を発着する路線バスを開設[50]
- 1934年（昭和9年）3月21日 - 昭和9年函館大火
- 1937年（昭和12年）10月1日 - 棒二森屋開店
- 1938年（昭和13年）1月18日 - 函館駅（2代目）通算3代目駅舎が失火により全焼[49]
- 1942年（昭和17年）12月20日 - 函館駅（2代目）通算4代目駅舎が落成[49]
- 1945年（昭和20年）
  - 5月 - 函館市第一回強制集団建物疎開実施。鶴若稲荷神社が建物疎開で解体
  - 7月14日 - 函館空襲。アメリカ海軍機動部隊より攻撃を受ける[51]

### 戦後
- 1956年（昭和31年）
  - 9月21日 - 函館朝市が現在地に移転してくる[7]
  - 10月3日 - 高砂町に函館市営バス・バスセンター開設
- 1960年（昭和35年）5月24日 - チリ地震(1960)の津波による浸水被災[38]

### 現在の若松町成立後
- 1965年（昭和40年）7月1日 - 現在の若松町成立[5]
- 1968年（昭和43年）
  - 5月16日 - 十勝沖地震(1968)の津波による浸水被災[39]
  - 12月1日 - 桟橋待合所を改築するとともに出札を函館駅（2代目）に統合し、函館桟橋駅を廃止[49]
- 1970年（昭和45年）4月 - 函館駅前バスターミナル開設
- 1971年（昭和46年）3月4日 - 函館市営バス・バスセンター売却

### 青函連絡船廃止後
- 1988年（昭和63年）
  - 3月13日 - 青函トンネル開通に伴い、青函連絡船廃止[49]
  - 3月31日 - 函館市立若松小学校閉校[47]
- 1993年（平成5年）4月1日 - 函館市交通局本線の部分廃止と共に若松町停留場廃止
- 2003年（平成15年）6月21日 - 函館駅（2代目）、通算5代目駅舎の使用開始[52]
- 2004年（平成16年）6月1日 - 函館駅前新バスターミナル供用開始
- 2011年（平成23年）3月11日 - 東日本大震災、津波被災
- 2018年（平成30年） - クルーズ船岸壁として拡張、暫定供用を開始[53]
- 2022年（令和4年）9月1日 - 函館クルーズ船ターミナルが開設[54]

## 主要施設
- 公共施設
  - 港湾
    - 若松ふ頭 - 旧・青函連絡船函館1岸、函館2岸。函館3岸、函館4岸、函館5岸は有川ふ頭に設置。函館クルーズ船岸壁。
      - イカモニュメント - ふるさと創生事業で交付された1億円のうち約6,964万円かけて作られたモニュメント[55][56]。

  - 道路
    - 国道5号
    - 国道279号/国道338号
    - 国道278号
    - 北海道道675号立待岬函館停車場線 - 函館駅前交差点 - 十字街交差点間は国道279号と国道338号の3重複

  - 北海道
    - 北海道警察函館西警察署函館駅前交番

  - 函館市
    - 函館市総合福祉センター
    - 函館市青函連絡船記念館摩周丸
- 金融機関等
  - 函館駅前郵便局
  - 北海道銀行函館駅前支店
  - 北洋銀行函館中央支店
  - 北陸銀行函館支店
- 交通 
  - 北海道旅客鉄道
    - 函館駅

  - 函館市企業局交通部
    - 函館駅前停留場 - 函館駅を参照

  - 路線バス
    - 若松町停留場
    - 総合福祉センター前停留場
    - 総合福祉センター裏停留場
    - 函館駅前バスターミナル
    - 棒二森屋前停留場

  - 乗合タクシー
    - 桔梗ハイヤー深夜乗合タクシー停留所 -  石川・桔梗・七飯方面
- 史跡
  - 猿田彦塚
  - 一本木関門
  - 土方歳三最期の地碑
- 宗教施設
  - 高龍寺音羽ホール
- 商業・娯楽施設
  - キラリス函館
    - はこだてみらい館
    - はこだてキッズプラザ - 函館市の子育て支援施設

  - HAKOVIVA（ハコビバ）
  - 函館朝市

### かつてあった主要施設
- 公共施設
  - 函館測候所 -  現・函館地方気象台。2023年現在、旧・亀田市域にある。
- 教育施設
  - 函館市立若松小学校
- 宗教施設
  - 鶴若稲荷神社
- 金融機関等
  - みずほ銀行函館支店
- 交通
  - 函館市交通局
    - 若松町停留場
      - 若松橋停留場

    - 高砂町停留場 - 函館市街全図最新版（1925年<大正14年>髙木東亜堂）と函館市復興計画図（1934年<昭和9年>北海道庁函館復興部）によると大門通りと高砂通りの交差点付近にあったと記載されている[57][58]。昭和9年函館大火後の地図、函館市全図（1936年<昭和11年>津軽要塞司令部許可　函館市）と戦後の函館市地図新生（1949年<昭和24年>塔文社）には見られない[59][60]。
    - 函館市営バス・バスセンター -  高砂町（当時）に1956年（昭和31年）10月3日開設。1971年（昭和46年）3月4日売却[35]。函館バスの函館バスセンターとは別の施設。
- 商業・娯楽施設
  - 棒二森屋
  - 和光デパート
  - 音羽館 - 活動写真館
  - 函館シーポートプラザ・ピアマーケット - 青函連絡船函館桟橋待合室跡を利用した商業施設
  - クイーンズポート函館 - 函館シーポートプラザピアマーケットをリニューアルしたクラシックカーの展示を軸とする商業施設

## 出身者
- 佐藤泰志 - 小説家。高砂町出身。